# Letiště Nuuk
Mezinárodní letiště Nuuk (grónsky Mittarfik Nuuk, dánsky Nuuk Lufthavn) je letiště, které se nachází 4 km severovýchodně od grónského hlavního města Nuuku. Bylo postaveno v roce 1979 a značně modernizováno v roce 2024. Původní asfaltová dráha o délce 950 m byla prodloužena na 2200 m a umožňuje tak přijímat i velká letadla. S modernizací letiště byl vybudován i nový terminál. Nachází se ve výšce 86 m n. m. Typická letadla na letišti jsou De Havilland Canada Dash 8-200, určená především pro spojení s ostatními letišti v Grónsku a helikoptéry Airbus, které zejména v zimě spojují Nuuk s menšími sídly. Uvedené stroje patří letecké společnosti Air Greenland, která vlastní i jeden Airbus A330-800, který zajišťuje pravidelná spojení s dánskou Kodaní. Letiště dále odbavuje lety do a z Reykjavíku (Island) a Iqaluitu (Kanada). V roce 2025 se očekávají další nové spoje, např. do New Yorku.
IATA kód letiště je GOH, ICAO je BGGH.